# Fiesta del Rosario
La Fiesta del Rosario (cuadro conocido en alemán, como  Rosenkranzaltar) es un cuadro del pintor alemán Alberto Durero (Albrecht Dürer). Fue realizado en 1506. Es una pintura al óleo sobre madera de álamo, que mide 162 cm de alto y 194,5 cm de ancho. Se conserva en la Galería Nacional de Praga, República Checa, donde se exhibe con el título de Růžencová slavnost, siendo una de las obras más apreciadas de esta pinacoteca. También es conocido este cuadro con el nombre de La Virgen de la fiesta del rosario.

## Historia
En 1506, Alberto Durero se encuentra por segunda vez en Venecia donde llevaba un año y permanecerá un año más. A su llegada no se le considera ya como un artista mediocre sino más bien como un gran maestro en el arte de la pintura. Ese mismo año pintó un retablo para el altar de la iglesia de San Bartolomeo, encargo de la comunidad alemana instalada en Venecia cerca del Fondaco dei Tedeschi, almacén cooperativo y principal centro económico de dicha comunidad, formada principalmente por nativos de Augsburgo y Núremberg.

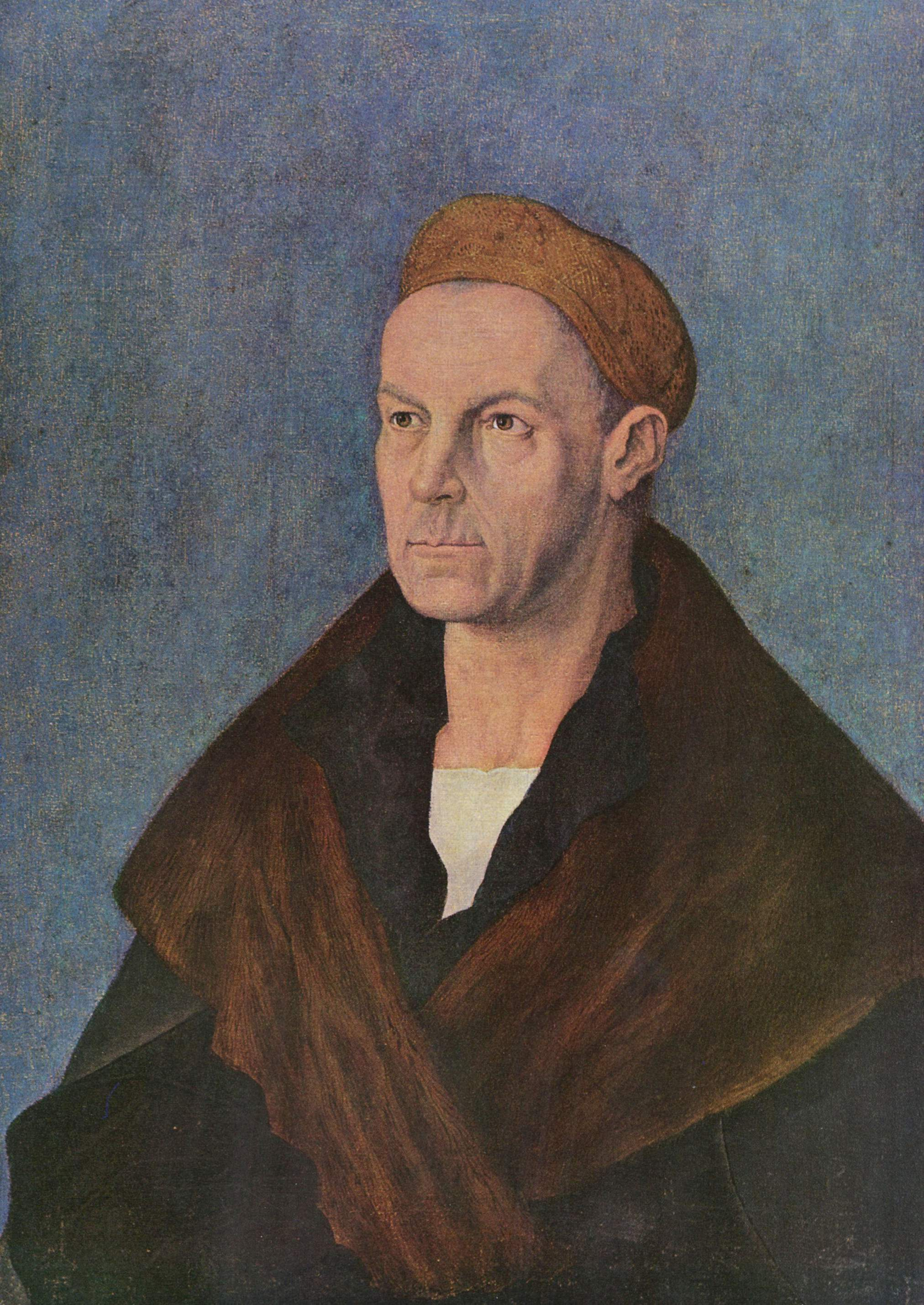
Retrato de Jakob Fugger, comitente de esta La fiesta del rosario, hacia 1519, pintado por Durero.

 La pintura fue un encargo del banquero Jacob Fugger (con quien Durero se alojaba en Venecia) que es, en 1506, el intermediario entre el emperador Maximiliano y el papa Julio II con respecto a la coronación de aquel. Por ello, en la tabla aparecen el emperador Maximiliano y el papa Julio II en trance de hacerse coronar con rosas por la Virgen con el Niño. El cuadro fue un gran éxito, como atestigua el hecho de que al taller se acercaran a verlo el patriarca, el dux y muchos aficionados. Es una obra que constituye la síntesis de su obra anterior y, sin duda, la más importante de su carrera.
La fiesta del rosario es la principal obra ejecutada durante esta estancia veneciana de Durero. Refleja la apropiación de las técnicas venecianas, visible esencialmente en el uso del color; conserva, sin embargo, caracteres pictóricos típicamente germánicos.

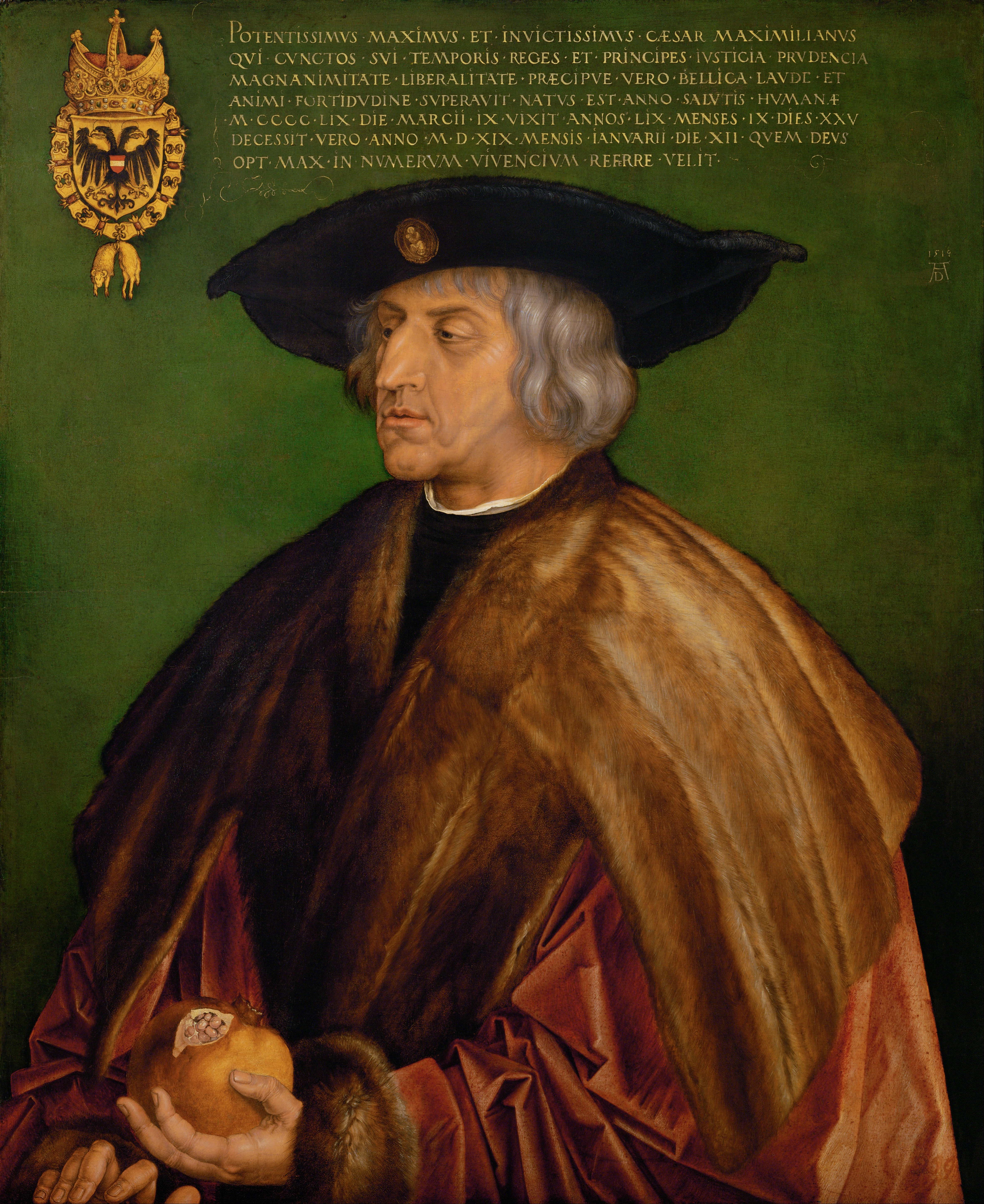
Retrato del emperador Maximiliano, por Durero, 1519.

 A pesar de la mediación de Fugger, el emperador nunca fue coronado por el papa Julio II. Durero no conoció a Maximiliano, quien sentía un vivo interés por las artes. El emperador, en 1512 en una visita a Núremberg, encargó unos grabados sobre madera colosales de la bóveda y la comitiva triunfal. El retrato de los principales personajes se hace, obviamente, de «segunda mano» a partir de grabados o retratos cuyo Durero tuvo conocimiento.
La celebridad del cuadro aguijoneó el apetito del insaciable coleccionista que fue Rodolfo II que lo adquirió en 1606 de la comunidad alemana de Venecia y lo añadió a sus colecciones acumuladas en el castillo de Praga.
Durante la guerra de los treinta años, La fiesta del rosario escapó por poco al saqueo del castillo de Praga por las tropas suecas y sajonas. Pero en 1782, José II de Habsburgo ordenó la subasta de las colecciones que quedaban en el castillo de Praga que, lugar poco querido por los Habsburgo, no era entonces más que un cuartel y un edificio administrativo. La obra tuvo a partir de entonces varios propietarios sucesivos, hasta que en 1793 lo compraron los canónigos del convento de Strahov en Praga. El estado de conservación de la obra, posiblemente ya deteriorada en la húmeda Venecia, no dejó de empeorar. El abad del convento, Jeroným Josef Zeidler, encargó la restauración a un pintor menor, Johann Gruss (1790–1855), oriundo de Litoměřice. Repintó, entre 1839 y 1841, la cabeza de María (una leyenda sostuvo durante largo tiempo que tomó como modelo a su propia hija, cuya belleza admiraba, pero recientes investigaciones han demostrado que no existió tal muchacha), el cuerpo de Jesús y las partes importantes del cuadro severamente dañado. Aún se critica duramente esta restauración, realizada según los criterios del siglo XIX, muy laxos en la materia.
En 1934, el estado checoslovaco adquirió la obra del convento de Strahov, no sin largas negociaciones previas y complicadas, para añadirlo a las colecciones de la Galería de los amigos patrióticos de las artes, predecesora de la actual Galería Nacional de Praga dentro de cuyas colecciones aún se encuentra.
Con motivo del 500.º aniversario de la creación de la pintura, la Galería nacional de Praga organizó del 21 de junio al 1 de octubre de 2006 una exposición monotemática consagrada a la Fiesta del Rosario.

## Composición
Antes de pintar su cuadro, Durero hizo numerosos estudios sobre la anatomía, la geometría, y matemáticas, lo que es característico del humanismo renacentista. Más concretamente, este segundo viaje veneciano tuvo ocasión de mejorar el arte del matiz y el uso de la perspectiva matemática bajo la influencia de Giovanni Bellini. Domina también todas las técnicas italianas sobre tabla.
Se observa una profundización en los detalles, que Durero cuidó de representar bien para lograr un mayor realismo. En efecto, se llega a ver en este cuadro las sombras, a diferencia de lo que ocurría en los iconos bizantinas, lo que evidencia una evolución en la manera de pintar y en las técnicas empleadas como, por ejemplo, en el cuadro La Virgen de las Rosas de Martin Schongauer.
La composición deriva de las «sacras conversaciones» de Giovanni Bellini, pero con una atmósfera distinta, más efervescente, como las composiciones de Stefan Lochner. La organización es también más pronunciada en torno a un rígido triángulo o pirámide central que engloba a los personajes principales. María es la cumbre mientras que la base está constituida por los personajes principales, el emperador Maximiliano y el papa Julio II. El Niño Jesús queda ligeramente descentrado en relación con el eje del cuadro. Estos cuatro personajes son representados a tamaño un poco mayor que el natural y están más detallados que los otros personajes para marcar su importancia. Pero no es la estructura, sino el color, lo que da a la composición su orden supremo.
La línea del horizonte pasa por lo alto del busto de María y, en consecuencia, por el punto de fuga, que es la joya roja que lleva la Virgen, lo que atrae la mirada sobre ella y en consecuencia sobre los tres personajes restantes. También puede apreciarse un eje de simetría, que pasa por la corona y la joya de María.

### Personajes secundarios
Uno personaje a la izquierda de la Virgen perturba el equilibrio triangular del cuadro. Se trata de santo Domingo de Guzmán, promotor del culto mariano y de la devoción del rosario. Está pintado con colores más oscuros, lo que le hace resaltar. La devoción del resorario se desarrolló en el siglo XIII bajo la influencia de Domingo, y en numerosos cuadros de la Virgen del Rosario se la representa ofreciendo una rosa o un rosario a Domingo, el fundador de la orden.
El pintor, Alberto Durero, se representó a sí mismo , en la esquina superior derecha, a los pies de las montañas y de un paisaje típicamente alemán. Los detalles de la colina se funden en una difuminación atmosférica. Nótese aquí la poca modestia que demuestra Durero cuando se sabe hasta qué punto la cuestión de la verticalidad es importante dentro de la pintura religiosa de su tiempo: está colocado, en la composición, a la misma altura que santo Domingo, ligeramente sobre la Virgen.
Junto al artista se encuentra probablemente Leonhard Vilt, fundador de la Fraternidad del Rosario en venecia. En el extremo de la derecha, vestido de negro y con una escuadra en la mano, está Jerónimo de Augsburgo, el arquitecto del nuevo Fondaco dei Tedeschi, el centro económico de los alemanes en Venecia. Sobre la izquierda, con las manos unidas, Antonio Soriano , patriarca de Venecia y patrón de la iglesia de San Bartolomeo y a su lado estarían Burkhard von Speyer , el capellán de la iglesia del que Durero hizo, durante el mismo periodo, un retrato.
Alrededor de la Virgen con el Niño hay ángeles, querubines y putti, cuyo estudio preliminar se conoce. Durero se inspiró aquí mucho en el trabajo de Giovanni Bellini.